# RBU-6000

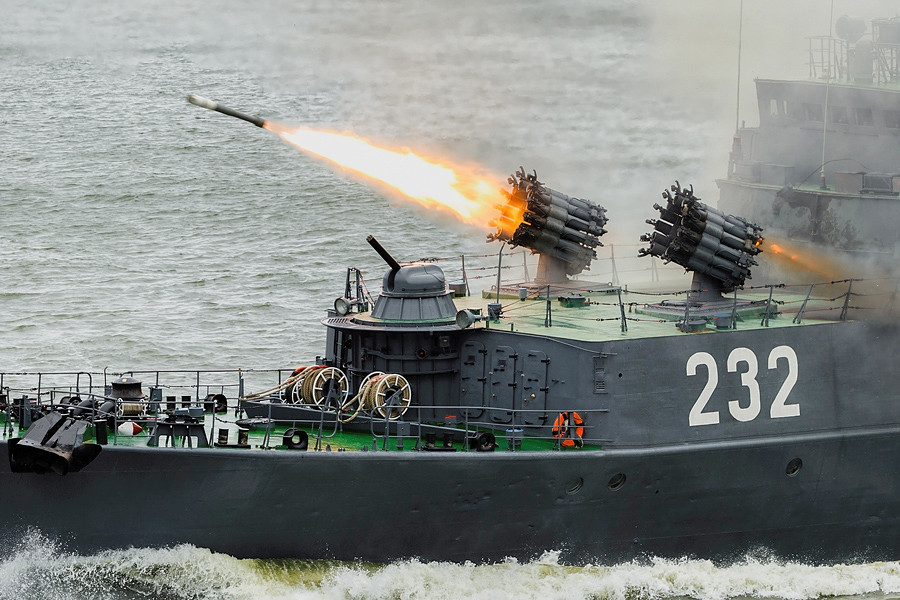
RBU-6000 na fregatě třídy Parchim

RBU-6000 (rusky: Raketnaja Bombometnaja Ustanovka) je sovětský vrhač raketových hlubinných pum. Patří do velké rodiny sovětských systémů, využívajících dopředného odpalování protiponorkových náloží, urychlených raketovým motorem. Do služby v sovětském námořnictvu byl systém zaveden v roce 1960 a dodnes je velice rozšířenou protiponorkovou zbraní jak u ruského námořnictva, tak u řady zahraničních uživatelů. Je možné ho použít rovněž pro ostřelování pobřeží.
Vrhač je plně automatický, přičemž rakety jsou odpalovány po dvojicích. Dvanáctihlavňové odpalovací zařízení má tvar podkovy. Rakety RGB-60 mají hmotnost 70 kg, průměr 252 mm a dosah 6 km. Hlavice obsahuje 21 kg výbušniny. Nabíjení další salvy probíhá automaticky ve vertikální poloze.

## Uživatelé

### SSSR/Rusko

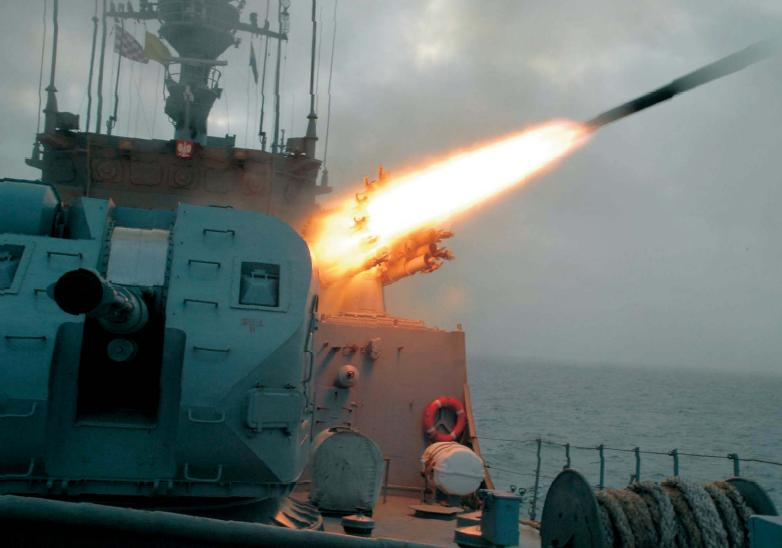
Odpálení nálože z polské fregaty ORP Kaszub

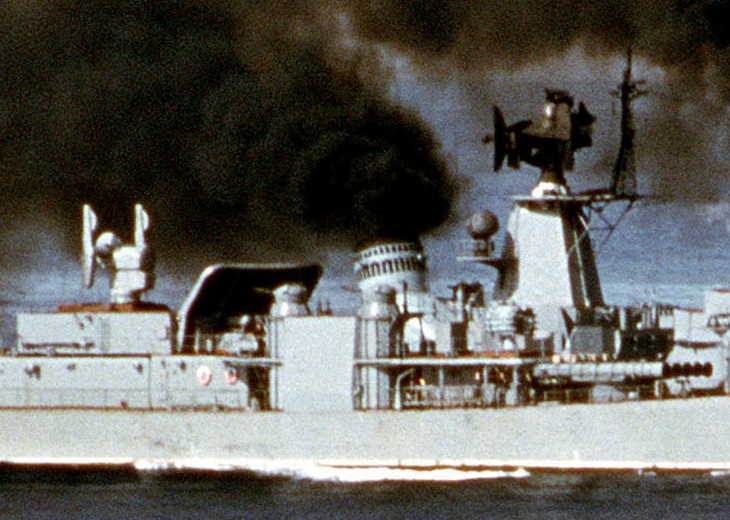
RBU-6000 na palubě sovětského torpédoborce třídy Kanin

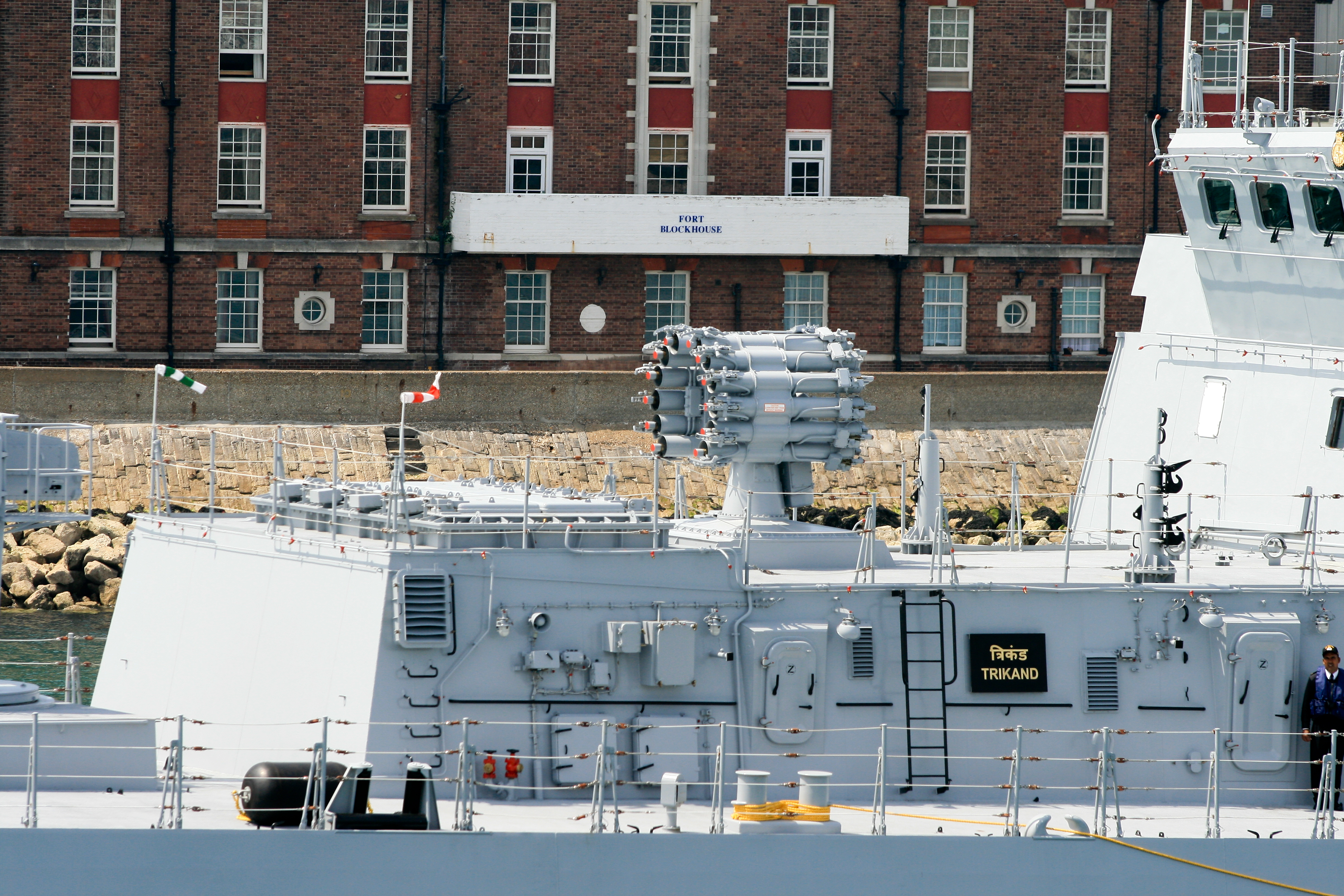
RBU-6000 na palubě indické fregaty INS Trikand (F51)

- Třída Moskva – vrtulníkový křižník
- Třída Kijev – letadlová loď
- Třída Kynda – křižník
- Třída Kresta I – křižník
- Třída Kresta II – křižník
- Třída Kara – křižník
- Třída Slava – křižník
- Třída Kirov – křižník
- Třída Kotlin – torpédoborec
- Třída Kanin – torpédoborec
- Třída Kashin – torpédoborec
- Třída Udaloj – torpédoborec
- Třída Krivak – fregata
- Třída Neustrašimij – fregata
- Třída Koni – fregata
- Třída Gepard – fregata
- Třída Petya – fregata
- Třída Mirka – fregata
- Třída Grisha – korveta
- Třída Parchim – korveta
- Třída Poti – korveta
- Ural-4320[1] - nákladní vozidlo
- T-80[2] - tank

### Další uživatelé (výběr)
- Bulharsko – třídy Koni a Poti
- Polsko – třídy Kotlin, Kashin a korveta ORP Kaszub
- Rumunsko – torpédoborec Mărăşeşti a fregaty třídy Contra-Amiral Eustațiu Sebastian
- Ukrajina – třídy Krivak, Petya II a Grisha II/V